# You Are the Light
Your Are the Light är en EP av Jens Lekman. Skivan utgavs på skivbolaget Secretly Canadian 2004.

## Låtlista
1. "You Are the Light"
2. "I Saw Her in the Anti-War Demonstration"
3. "A Sweet Summernight on Hammer Hill"
4. "A Man Walks Into a Bar"
5. "You Are the Light (Reprise)"

### Fotnoter
1. ↑  ”You Are the Light”. Discogs.com. http://www.discogs.com/Jens-Lekman-You-Are-The-Light/release/2187714. Läst 12 april 2012.